# Nicholas Hudson
Nicholas Gilbert Erskine Hudson (ur. 14 lutego 1959 w Londynie) – brytyjski duchowny rzymskokatolicki, od 2014 biskup pomocniczy Westminsteru.

## Życiorys
Święcenia kapłańskie przyjął 19 lipca 1986 i został inkardynowany do archidiecezji Southwark. Był m.in. dyrektorem archidiecezjalnego centrum edukacyjnego, wicerektorem i rektorem Papieskiego Kolegium Angielskiego oraz proboszczem w londyńskim Wimbledonie.
31 marca 2014 papież Franciszek mianował go biskupem pomocniczym archidiecezji Westminsteru, ze stolicą tytularną Sanctus Germanus. Sakry udzielił mu 4 czerwca 2014 metropolita Londynu - kardynał Vincent Nichols. Odpowiada za centralną i wschodnią część Londynu.